# روخيليو فيغيروا
روخيليو فيغيروا (بالإنجليزية: Rogelio Figueroa)‏ هو سياسي أمريكي، ولد في 13 سبتمبر 1963 في الولايات المتحدة.